# مجلس الدولة البحريني
مجلس الدولة البحريني هو السلطة التنفيذية في البحرين سابقاً ، تأسس المجلس في 19 يناير 1970 بموجب المرسوم رقم 1 لسنة 1970  وفي نفس اليوم صدر المرسوم رقم 3 لسنة 1970 بتعين رئيس وأعضاء المجلس  ، وفي 15 أغسطس 1971 بعد أستقلال البحرين تم ألغاء المجلس وحل محله مجلس الوزراء حيث صدر مرسوم بشأن التنظيم الإداري للدولة وبموجب المرسوم تغير مسمى مجلس الدولة إلى مجلس الوزراء وتغير مسمى رئيس مجلس الدولة إلى رئيس مجلس الوزراء وتغير مسمى أعضاء مجلس الدولة إلى وزراء وكذالك تغير مسمى الدوائر إلى وزارات ، وترأس مجلس الدولة الشيخ خليفة بن سلمان آل خليفة.

## أعضاء مجلس الدولة
| الاسم                          | المنصب                               | تاريخ تولي المنصب |
| ------------------------------ | ------------------------------------ | ----------------- |
| الشيخ خليفة بن سلمان آل خليفة  | رئيس مجلس الدولة                     | 19 يناير 1970     |
| الشيخ حمد بن عيسى آل خليفة     | رئيس دائرة الدفاع                    | 19 يناير 1970     |
| الشيخ عبدالله بن خالد آل خليفة | رئيس دائرة البلديات والزراعة         | 19 يناير 1970     |
| الشيخ محمد بن مبارك آل خليفة   | رئيس دائرة الخارجية                  | 19 يناير 1970     |
| محمود أحمد العلوي              | رئيس دائرة المالية والأقتصاد الوطني  | 19 يناير 1970     |
| الدكتور علي محمد فخرو          | رئيس دائرة الصحة                     | 19 يناير 1970     |
| جواد سالم العريض               | رئيس دائرة العمل والشؤون الأجتماعية  | 19 يناير 1970     |
| يوسف أحمد الشيراوي             | رئيس دائرة التنمية والخدمات الهندسية | 19 يناير 1970     |
| محمد جابر الأنصاري             | رئيس دائرة الأعلام                   | 19 يناير 1970     |
| الأستاذ أحمد العمران           | رئيس دائرة التربية والتعليم          | 19 يناير 1970     |
| الشيخ خالد بن محمد آل خليفة    | رئيس دائرة العدل                     | 19 يناير 1970     |
| الدكتور حسين محمد البحارنة     | المستشار القانوني للمجلس             | 19 يناير 1970     |
| سعيد الزيرة                    | أمين السر                            | 19 يناير 1970     |